# Hillensberg (Adelsgeschlecht)

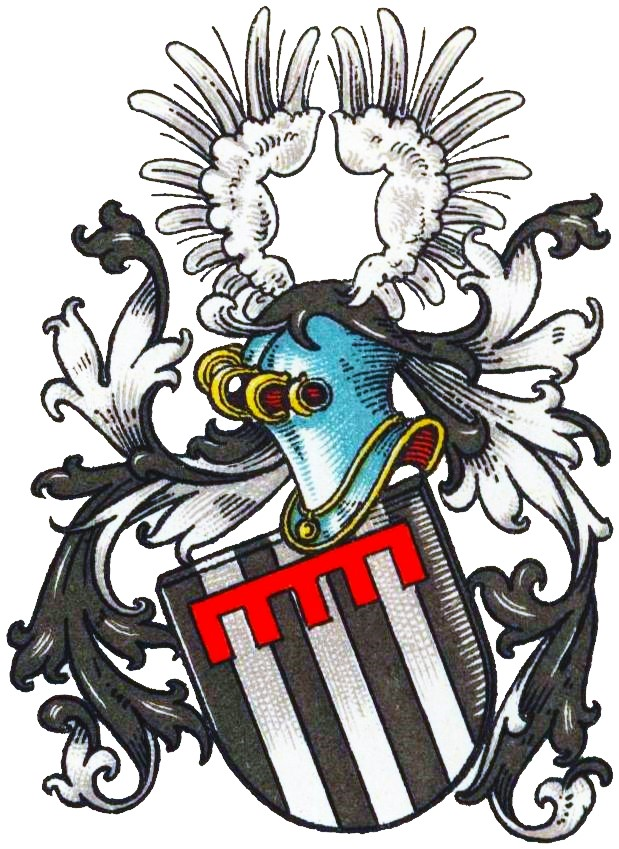
Wappen derer von Hillensberg im Wappenbuch des Westfälischen Adels

Hillensberg ist der Name eines erloschenen rheinländischen Adelsgeschlechts.

## Geschichte
Das Geschlecht hatte seinen namensgebenden Stammsitz in Hillensberg im heutige Kreis Heinsberg. Nach dem ältesten Heinsberger Lehnsregister war Alard von Hillensberg um 1320–1330 mit zwei Höfen belehnt, wahrscheinlich dem späteren Oberen und Unteren Hof, während Dietrich, Sohn von Alard, drei Teile des Patronatsrechts an der Kirche St. Michael und drei Teile der hohen Gerichtsbarkeit von den Edelherren von Heinsberg zum Lehen trug.
Dietrich von Hillensberg († 1564), verheiratet mit Gutgen Klöcker († 1577) aus Aachen, war Zöllner zu Jülich und Düren. Er besaß Häuser in beiden Städten. Seine Tochter Margaretha von Hillensberg war mit Konrad Pallandt, praetor in Jülich, verheiratet.
Im 17. Jahrhundert stellte die Familie mehrere Bürgermeister der Stadt Rees. Wilhelm von Hillensberg war Reeser Bürgermeister 1619–1626, Wolter von Hillensberg 1647–1651 und Wilhelm von Hillensberg 1658–1660.
Die Familie erscheint bis in das 18. Jahrhundert hinein. Dietrich Johann von Hillensberg († 1787 in Herford) war Konsistorialpräsident der lippischen Landeskirche, Regierungspräsident und Kammerdirektor.

## Wappen
Blasonierung: In Schwarz drei silberne Pfähle, im Schildhaupt über Alles hin ein roter fünflatziger Turnierkragen. Auf dem Helm mit schwarz-silbernen Helmdecken ein offener silberner Flug.
Abweichend gibt Schleicher an: In Silber zwei schwarze Pfähle, belegt mit einem roten Turnierkragen. Auf dem Helm ein geschlossener schwarzer Flug. An anderer Stelle ist der Turnierkragen auch in Schwarz dargestellt.